# Más que un balón
Más que un balón es un documental estrenado en junio de 2014 producido por Emilio Azcárraga Jean y Bernardo Gómez y las productoras Videocine y El Mall. El documental está dirigido por Vik Muniz y Juan Rendón. Éste relata el viaje de un balón de fútbol alrededor del mundo, y de cómo este objeto cambia las vidas de aquellos lugares por los que pasa. En el documental se visitan ciudades tales como Río de Janeiro, Nueva York, París a Sialkot en Pakistán buscando la importancia que tiene un balón en la sociedad. A lo largo del documental se realiza una investigación sobre el poder del balón en la sociedad entrevistando desde niños de las favelas en Río de Janeiro, al astrofísico Neil deGrasse Tyson, a los creadores del balón del Mundial Brasil 2014, entre otras personalidades y referentes al mundo de la ciencia, el arte y el deporte.

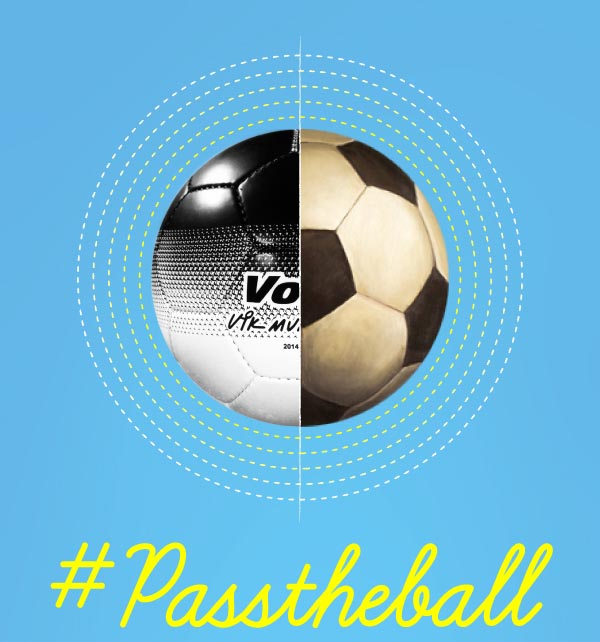

## Sinopsis
El artista brasileño Vik Muniz viajó por el mundo y fue testigo de como un pequeño objeto redondo puede transformar la vida de los individuos y las comunidades. Más que un balón explora la pasión por el fútbol e intenta replicar el impacto de la pelota en una escala más grande intentando conectar individuos con su sociedad o propósitos aún mayores. 
Estos viajes cubren desde la fabricación del propio balón y las personas que los fabrican, visitas a los campos de entrenamiento de organizaciones sin fines de lucro dedicadas al fútbol como la Asociación Deportiva de Amputados en Sierra Leona, la vida diaria de niños que viven en las favelas de Río de Janeiro y de cómo un balón tiene la fuerza de cambiar el futuro de muchos y entrevistas a personalidades como Neil De Grasse Tyson.

## #pasaelbalón
Contando con el apoyo de la globalmente reconocida organización social Fundación Televisa, y los expertos mundiales del desarrollo a través del fútbol: Streetfootballworld, #pasaelbalón emprende el lanzamiento de una iniciativa global por un bien social. Doce organizaciones que se enfocan en el fútbol como herramienta de cambio serán las beneficiadas del trabajo colectivo. 
Como parte del documental, Vik Muniz hace del espectador un participante activo presentando oportunidades para colaborar y ayudar a los más necesitados. Más de 20.000 balones de fútbol fueron usados en la construcción de dos instalaciones artísticas en Brasil y México y serán rehusados y vendidos como parte de los esfuerzos para generar fondos junto a la campaña #pasaelbalón para organizaciones sin fines de lucro que se encargan de fomentar el deporte en la juventud.